# Kilangala
Kilangala è una circoscrizione rurale (rural ward) della Tanzania situata nel distretto rurale di Lindi, regione di Lindi. Conta una popolazione di 6 498 abitanti (censimento 2012).